# Комарен
Комарен (фр. Commarin) насеље је и општина у источном делу централне Француске у региону Бургоња, у департману Златна обала која припада префектури Бон.
По подацима из 2011. године у општини је живело 120 становника, а густина насељености је износила 18,78 становника/km². Општина се простире на површини од 6,39 km². Налази се на средњој надморској висини од 376 метара (максималној 541 m, а минималној 360 m).

## Демографија
| 1962. | 1968. | 1975. | 1982. | 1990. | 1999. | 2011. |
| ----- | ----- | ----- | ----- | ----- | ----- | ----- |
| 157   | 175   | 132   | 157   | 147   | 142   | 120   |

График промене броја становника у току последњих година